# 95 pr. n. št.
95 pr. n. št. je bilo leto predjulijanskega rimskega koledarja.
Oznaka 95 pr. Kr. oz. 95 AC (Ante Christum, »pred Kristusom«), zdaj posodobljeno v 95 pr. n. št., se uporablja od srednjega veka, ko se je uveljavilo številčenje po sistemu Anno Domini.

## Dogodki
- - armenski kralj Tigran Veliki osvoji nekaj ozemlja med jezerom Sevan in današnjo mejo med Armenijo in Iranom.

## Rojstva
- - Tit Lukrecij Kar, rimski filozof, pesnik († 55 pr. n. št.)